# East of Wall
East of Wall ist ein Filmdrama und das Spielfilmdebüt von Kate Beecroft. Der Film begleitet Tabatha Zimiga, die sich nach dem Tod ihres Mannes nicht nur um ihre Pferderanch, sondern auch ihre Tochter und eine Reihe von Teenagern kümmern muss, die sie bei sich aufgenommen hat. East of Wall feierte Ende Januar 2025 beim Sundance Film Festival seine Premiere, wo die Regisseurin mit dem Publikumspreis in der Sektion NEXT ausgezeichnet wurde. Mitte August 2025 kam der Film in die US-Kinos.

## Handlung
Nach dem Tod ihres Mannes muss Tabatha Zimiga die Ranch in den Badlands in South Dakota alleine bewirtschaften. Neben ihrer Tochter Porshia und einer Menge Pferden leben dort eine Reihe von jungen Menschen, die bei ihr Zuflucht gefunden haben. Tabatha ist stark geschminkt, hat sich den halben Kopf rasieren, um wie eine Kriegerin auszusehen, und trägt Tattoos. Auf den Auktionen, auf denen sie die Pferde verkauft, erscheint sie hochkonzentriert, doch zu Hause, mit ihrer Patchwork-Familie, lasten die Verantwortung schwer auf ihren Schultern.
Oft ist ihr alles zu viel, doch obwohl die Kinder bereits fast jeden Winkel der Farm bewohnen und sie sich kaum selbst  versorgen kann, schafft sie weiterhin Platz für mehr und mehr. Tabatha hat selbst ein Kleinkind, dessen Sprachverzögerung ihre Gefühle der Unzulänglichkeit nur noch verstärkt.

## Produktion

### Filmstab, Besetzung und Dreharbeiten

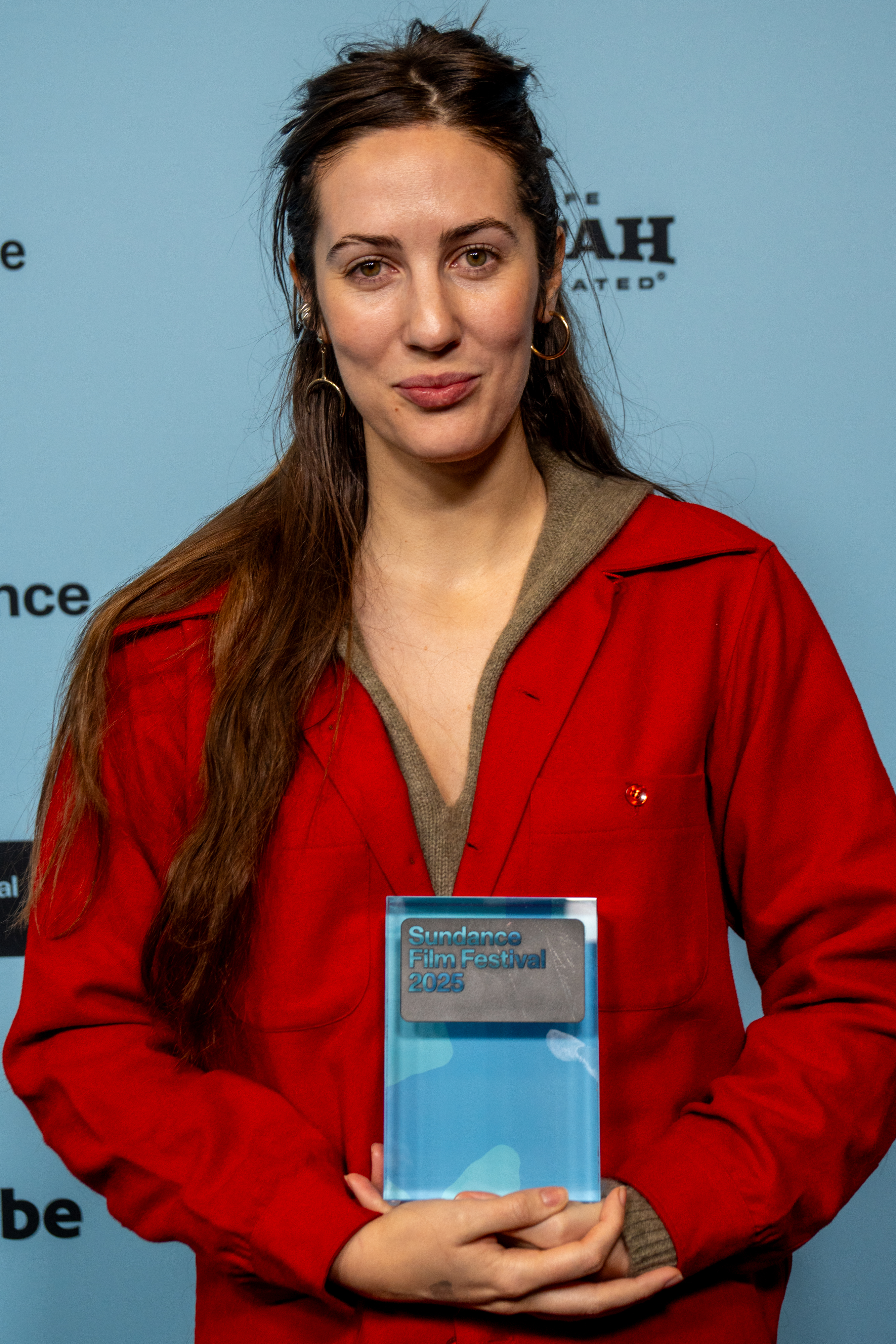
Regisseurin Kate Beecroft wurde beim Sundance Film Festival mit dem Publikumspreis in der Sektion NEXT ausgezeichnet

Regie führte Kate Beecroft, die auch das Drehbuch schrieb und den Film gemeinsam mit Shannon Moss, Melanie Ramsayer und Lila Yacoub produzierte. Filmeditorin Jennifer Vecchiarello war in der Vergangenheit für Filme wie Die Tribute von Panem – The Hunger Games von Gary Ross, Kajillionaire von Miranda July, Come on, Come on von Mike Mills und Thor: Love and Thunder von Taika Waititi tätig.
Im Film spielt Newcomerin Tabatha Zimiga die Hauptrolle, zusammen mit ihrer echten Tochter Porshia. Für beide handelt es sich um die erste schauspielerische Erfahrung. Der Film ist vom Leben von Tabatha Zimiga als Pferdetrainerin inspiriert. Beecroft verbrachte drei Jahre bei ihr in South Dakota, um sich in die Familie zu integrieren. Scoot McNairy spielt Roy Waters und Jennifer Ehle Tracey. Das Casting übernahm Wittney Horton.
Kameramann Austin Shelton war in der Vergangenheit für eine Reihe von Kurzfilmen und Musikvideos tätig.

### Filmmusik und Veröffentlichung
Die Filmmusik komponierten der Multiinstrumentalist und Singer-Songwriter Lukas Frank und Daniel Meyer O’Keeffe. Frank ist bekannt als Frontmann der Band Storefront Church. Gemeinsam waren sie bereits für den Film Walk With Me von Alex Gibney und Heidi Levitt tätig. Das Soundtrack-Album mit insgesamt fünf Musikstücken wurde zum US-Kinostart von Madison Gate Records als Download veröffentlicht.
Die Weltpremiere des Films fand am 24. Januar 2025 beim Sundance Film Festival statt. Im Juni 2025 wurde er beim  Tribeca Film Festival und beim Nantucket Film Festival gezeigt und im Juli 2025 beim Jerusalem Film Festival. Am 15. August 2025 kam East of Wall in ausgewählte US-Kinos. Im September 2025 wird er beim Festival des amerikanischen Films vorgestellt.

## Rezeption

### Altersfreigabe und Kritiken
In den USA erhielt der Film ein R-Rating, was einer Freigabe ab 17 Jahren entspricht.
Der Film konnte 93 Prozent der bei Rotten Tomatoes aufgeführten Kritiker überzeugen. Bei Metacritic erhielt der Film einen Metascore von 75 von 100 möglichen Punkten.
Harrison Richlin schreibt in seiner Kritik für IndieWire, Tabatha Zimigas Selbstdarstellung werde vielleicht nur von der ihrer Tochter Porshia übertroffen, deren Trauer nach dem Tod des Vaters offen zutage tritt. Verwirrt, wütend und nur im Chaos ausgeglichen spiegelten Porshias Zeilen sowohl die großen Veränderungen in ihrem Umfeld als auch das innere Leid wider, das sie verarbeitet. Man könnte Porshia insofern mit Linda Manz’ junger Erzählerin in Terrence Malicks Filmdrama In der Glut des Südens vergleichen.

### Auszeichnungen
Bentonville Film Festival 2025
- Nominierung im Wettbewerb[15]

Festival des amerikanischen Films 2025
- Nominierung im Wettbewerb[16]

Nantucket Film Festival 2025
- Auszeichnung mit dem Adrienne Shelly Foundation Excellence in Filmmaking Award
- Auszeichnung als  Best of Fest[17]

Sundance Film Festival 2025
- Nominierung für den NEXT Innovator Award (Kate Beecroft)
- Auszeichnung mit dem Publikumspreis in der Sektion NEXT (Kate Beecroft)[7]